# قادرية (الجزائر)
قادرية هي بلدية في ولاية البويرة الجزائرية. اسمها القديم في عهد الاستعمار الفرنسي للجزائر «تيار». كانت في السابق بلدية تابعة لدائرة الأخضرية وبعد التقسيم الإداري الأحدث تم ترقيتها إلى دائرة كاملة.
تعتبر من أهم المناطق المنتجة لزيت الزيتون في البلاد إذ انها منطقة زراعية بامتياز وتضم عدة مناطق منها والبان العليا والبان السفلى ،الاحڨية ،ولاد عاصم ،زيراوة، بڨاص، المرحانية، لاكابير، ولاد لعلام كرفالة وصلالة العليا والسفلى لاكابير وبني خلفون والماجن والقطار واولاد بلفوضيل والنباح.

## مواضيع ذات صلة
- بلديات ولاية البويرة
- دوائر ولاية البويرة